# Hansford County
Hansford County je okres na severu státu Texas v USA. K roku 2010 zde žilo 5 613 obyvatel. Správním městem okresu je Spearman. Celková rozloha okresu činí 2 383 km².